# Ryk Neethling
Ryk Neethling (Bloemfontein, 17 novembre 1977) è un ex nuotatore sudafricano.
Si allena all'Arizona University, agli ordini di Frank Busch.
Esordisce ad altissimi livelli nella XXV Olimpiade ad Atlanta, quando ottiene il 5º posto nei 1500sl, piazzamento bissato a Sydney 4 anni dopo nella XXVI Olimpiade, quando è anche 8º nei 400sl.
Nel 1998 ai mondiali di Perth si piazza 5º nei 1500sl.
Passa in seguito alla velocità e ai mondiali 2003 di Barcellona ha colto un 5º posto nei 100sl, mentre nell'edizione successiva, ai mondiali 2005 di Montréal, coglie il bronzo, sempre nella stessa disciplina.
Alla XXVIII Olimpiade è stato 4º nei 100sl e ha vinto l'oro nella 4x100, stabilendo anche il record del mondo.
In carriera ha vinto anche un argento nei 1500sl ai Campionati panpacifici e un bronzo nei 1500sl ai Giochi del Commonwealth.

## Palmarès
- Olimpiadi

Atene 2004: oro nella 4x100m sl.
- Mondiali

Montréal 2005: bronzo nei 100m sl e nei 200m sl.
- Mondiali in vasca corta

Shanghai 2006: oro nei 100m sl, nei 200m sl e nei 100m misti.
- Campionati panpacifici

Sydney 1999: argento nei 1500m sl, bronzo nei 200m sl e nei 400m sl.
- Giochi del Commonwealth

Kuala Lumpur 1998: argento nei 1500m sl.
Manchester 2002: argento nella 4x100m sl e bronzo nei 100m sl.
Melbourne 2006: oro nella 4x100m sl e argento nei 100m sl.
- Vincitore della Coppa del Mondo nel 2005 e nel 2006